# Bành Tử Kiện
Pang Tsz Kin (sinh ngày 16 tháng 12 năm 1986) là một thủ môn bóng đá Hồng Kông hiện tại thi đấu cho câu lạc bộ tại Giải bóng đá ngoại hạng Hồng Kông Yuen Long.

## Sự nghiệp câu lạc bộ
Pang thi đấu cho Tai Po, Happy Valley, Yuen Long và Dream Metro Gallery.

### Tai Po
Anh khởi đầu sự nghiệp tại Wofoo Tai Po FC, thi đấu 4 mùa giải cho câu lạc bộ.

### Happy Valley
Sau đó anh ký hợp đồng với Happy Valley cho Giải bóng đá hạng nhất quốc gia Hồng Kông 2013–14.

### Yuen Long
Sau một mùa giải với Happy Valley, Pang ký hợp đồng với Yuen Long FC.

### Metro Gallery
Năm 2015, anh ký hợp đồng với Metro Gallery.

### Yuen Long
Anh trở lại câu lạc bộ sau 2 năm.

## Sự nghiệp quốc tế
Pang nằm trong đội hình Hồng Kông khi tham gia Guangdong–Hồng Kông Cup 2017 ngày 1 và 4 tháng 1 năm 2017.

## Danh hiệu
Tai Po
- Hồng Kông Senior Challenge Shield 2012–13: 2012–13

Yuen Long
- Hồng Kông Senior Shield: 2017–18